# Pierluigi Frosio
Pierluigi Frosio (Monza, 20 settembre 1948 – Monza, 20 febbraio 2022) è stato un calciatore, allenatore di calcio e dirigente sportivo italiano, di ruolo libero.

## Carriera

### Giocatore

Frosio (in piedi, primo da destra) capitano del Perugia nel precampionato 1977-1978

Dopo una prima parte della carriera trascorsa nelle serie minori, nell'estate 1972 passa al Cesena in Serie B, partecipando alla prima stagione fra i bianconeri alla storica prima promozione in massima serie dei romagnoli. Nella stagione successiva esordisce in Serie A il 23 dicembre 1973, in occasione del successo interno del Cesena sulla Sampdoria e totalizzato complessivamente 5 presenze in massima serie.
A fine stagione torna tra i cadetti per indossare la maglia del Perugia. Resta in Umbria per dieci stagioni, guidando i biancorossi come capitano nel periodo migliore della loro storia, con la vittoria del campionato cadetto 1974-1975, il secondo posto in Serie A nella stagione 1978-1979 – chiuso, per la prima volta nella storia del girone unico, senza sconfitte  – e la partecipazione alla Coppa UEFA 1979-1980, e rimanendo coi grifoni per tre stagioni in B dopo la retrocessione dell'annata 1980-1981.
Con il Perugia in totale ha registrato 323 presenze, divenendo il secondo giocatore per numero di partite nella storia della squadra (alle spalle di Dante Fortini) nonché, limitatamente alla massima serie, il più presente in assoluto con 170 match. Chiude la carriera agonistica col Rimini in Serie C1 nella stagione 1984-1985. In carriera ha totalizzato complessivamente 175 presenze e 5 reti in Serie A e 143 presenze e 3 reti in Serie B.

### Allenatore
Cessata l'attività agonistica, intraprende quella di allenatore nelle giovanili del Perugia (club di cui allena anche la prima squadra nella ventiseiesima giornata del campionato di Serie C2 nella stagione 1986-1987). Nel 1987 assume la guida della prima squadra del Monza, ottenendo sia la promozione in Serie B che il successo nella Coppa Italia di Serie C. Resta in Brianza per altre due stagioni, conclusa con la retrocessione nel 1990, quindi passa all'Atalanta, in massima serie, venendo però esonerato alla 18ª giornata dopo la sconfitta esterna col Bari.
Nel 1992 riparte dalla Serie C1 guidando il Como, quindi nella stagione successiva risale in cadetteria allenando prima il Modena e poi il Ravenna. Nella stagione 1995-1996 guida il Novara al successo nel girone A della Serie C2, per poi ritornare prima a Modena (un campionato di C1) e poi a Monza (tre campionati di B dal 1997 al 2000); non comprende appieno le potenzialità del promettente Patrice Evra, al quale nell'annata 1999-2000 concede solo tre presenze. Prosegue quindi la carriera fra C1 e C2 con Padova, Ancona e Lecco.

## Statistiche

### Presenze e reti nei club
| Stagione         | Squadra          | Campionato       | Campionato | Campionato | Campionato |
| Stagione         | Squadra          | Comp             | Pres       | Reti       |            |
| ---------------- | ---------------- | ---------------- | ---------- | ---------- | ---------- |
| 1967-1968        | Pro Sesto        | D                | 15         | 0          |            |
| 1968-1969        | Pro Sesto        | D                | 32         | 3          |            |
| Totale Pro Sesto | Totale Pro Sesto | Totale Pro Sesto | 47         | 3          |            |
| 1969-1970        | Legnano          | C                | 26         | 1          |            |
| 1970-1971        | Legnano          | C                | 37         | 0          |            |
| Totale Legnano   | Totale Legnano   | Totale Legnano   | 63         | 1          |            |
| 1971-1972        | Rovereto         | C                | 36         | 0          |            |
| 1972-1973        | Cesena           | B                | 17         | 0          |            |
| 1973-1974        | Cesena           | A                | 5          | 0          |            |
| Totale Cesena    | Totale Cesena    | Totale Cesena    | 22         | 0          |            |
| 1974-1975        | Perugia          | B                | 37         | 3          |            |
| 1975-1976        | Perugia          | A                | 29         | 0          |            |
| 1976-1977        | Perugia          | A                | 29         | 2          |            |
| 1977-1978        | Perugia          | A                | 30         | 0          |            |
| 1978-1979        | Perugia          | A                | 24         | 1          |            |
| 1979-1980        | Perugia          | A                | 29         | 2          |            |
| 1980-1981        | Perugia          | A                | 29         | 0          |            |
| 1981-1982        | Perugia          | B                | 36         | 0          |            |
| 1982-1983        | Perugia          | B                | 27         | 0          |            |
| 1983-1984        | Perugia          | B                | 26         | 0          |            |
| Totale Perugia   | Totale Perugia   | Totale Perugia   | 323        | 8          |            |
| 1984-1985        | Rimini           | C1               | 27         | 0          |            |
| Totale carriera  | Totale carriera  | Totale carriera  | 491        | 12         |            |

## Palmarès

### Giocatore

#### Competizioni nazionali
- Campionato italiano di Serie B: 1

Perugia: 1974-1975

#### Competizioni internazionali
- Coppa Piano Karl Rappan: 1

Perugia: 1978

### Allenatore
- Coppa Italia Serie C: 1

Monza: 1987-1988
- Campionato italiano Serie C2: 1

Novara: 1995-1996 (girone A)